# Parafia greckokatolicka Ofiarowania Najświętszej Maryi Panny w Sławnie
Parafia greckokatolicka pw. Ofiarowania Najświętszej Maryi Panny w Sławnie – parafia greckokatolicka w Sławnie. Parafia należy do eparchii wrocławsko-koszalińskiej i znajduje się na terenie dekanatu koszalińskiego.

## Historia parafii
Parafia Greckokatolicka pw. Ofiarowania Najświętszej Maryi Panny funkcjonuje od 1958 r., księgi metrykalne są prowadzone od roku 1958.

## Świątynia parafialna
Nabożeństwa odbywają się w kościele rzymskokatolickim pw. św. Antoniego.